# Юнацький чемпіонат Європи з футболу (U-17) 2013
Чемпіонат Європи з футболу серед юнаків віком до 17 років 2013 року — дванадцятий розіграш турніру (після зміни назви), який пройшов в Словаччині з 5 по 17 травня 2013 року. Переможцем втретє стала збірна Росії, яка у серії післяматчевих пенальті перемогла збірну Італії.

## Кваліфікація
Докладніше:
- Юнацький чемпіонат Європи з футболу (U-17) 2013 (кваліфікаційний раунд)
- Юнацький чемпіонат Європи з футболу (U-17) 2013 (елітний раунд)

## Груповий раунд

### Група A
| Поз | Команда    | І | В | Н | П | ГЗ | ГП | РГ | О | Кваліфікація                                              |
| --- | ---------- | - | - | - | - | -- | -- | -- | - | --------------------------------------------------------- |
| 1   | Словаччина | 3 | 1 | 2 | 0 | 3  | 2  | +1 | 5 | Плей-оф та Чемпіонат світу з футболу серед 17-річних 2013 |
| 2   | Швеція     | 3 | 1 | 2 | 0 | 2  | 1  | +1 | 5 | Плей-оф та Чемпіонат світу з футболу серед 17-річних 2013 |
| 3   | Австрія    | 3 | 1 | 1 | 1 | 3  | 3  | 0  | 4 | Чемпіонат світу з футболу серед 17-річних 2013            |
| 4   | Швейцарія  | 3 | 0 | 1 | 2 | 3  | 5  | −2 | 1 |                                                           |

| 5 травня 2013 14:30 CEST |

| Словаччина     | 1:0      | Австрія |
| -------------- | -------- | ------- |
| Сланінка 90+2' | Протокол |         |

| Міський стадіон, Дубниця-над-Вагом Глядачів: 4 116 Арбітр: Сердар Гезюбююк |

| 5 травня 2013 19:30 CEST |

| Швейцарія | 0:1      | Швеція       |
| --------- | -------- | ------------ |
|           | Протокол | Енгвалль 38' |

| Штадіон под Дубньом, Жиліна Глядачів: 1 938 Арбітр: Анастасіос Сідіропулос |

| 8 травня 2013 16:00 CEST |

| Австрія     | 1:1      | Швеція     |
| ----------- | -------- | ---------- |
| Зивотич 49' | Протокол | Сульїч 44' |

| Міський стадіон, Дубниця-над-Вагом Глядачів: 740 Арбітр: Ніл Дойл |

| 8 травня 2013 18:00 CEST |

| Словаччина             | 2:2      | Швейцарія               |
| ---------------------- | -------- | ----------------------- |
| Варга 39' Сланінка 69' | Протокол | Трахсель 22' Камбер 29' |

| Штадіон под Дубньом, Жиліна Глядачів: 8 327 Арбітр: Івайло Стоянов |

| 11 травня 2013 16:30 CEST |

| Швеція | 0:0      | Словаччина |
| ------ | -------- | ---------- |
|        | Протокол |            |

| Штадіон под Дубньом, Жиліна Глядачів: 7 643 Арбітр: Славко Винчич |

| 11 травня 2013 16:30 CEST |

| Австрія                   | 2:1      | Швейцарія  |
| ------------------------- | -------- | ---------- |
| Баумґартнер 11' Рипич 35' | Протокол | Камбер 57' |

| Міський стадіон, Дубниця-над-Вагом Глядачів: 750 Арбітр: Неріюс Дунаускас |

### Група B
| Поз | Команда  | І | В | Н | П | ГЗ | ГП | РГ | О | Кваліфікація                                              |
| --- | -------- | - | - | - | - | -- | -- | -- | - | --------------------------------------------------------- |
| 1   | Росія    | 3 | 1 | 2 | 0 | 4  | 1  | +3 | 5 | Плей-оф та Чемпіонат світу з футболу серед 17-річних 2013 |
| 2   | Італія   | 3 | 1 | 2 | 0 | 3  | 2  | +1 | 5 | Плей-оф та Чемпіонат світу з футболу серед 17-річних 2013 |
| 3   | Хорватія | 3 | 1 | 2 | 0 | 2  | 1  | +1 | 5 | Чемпіонат світу з футболу серед 17-річних 2013            |
| 4   | Україна  | 3 | 0 | 0 | 3 | 2  | 7  | −5 | 0 |                                                           |

| 5 травня 2013 14:30 CEST |

| Росія                                         | 3:0      | Україна |
| --------------------------------------------- | -------- | ------- |
| Ходжаніязов 47' Майрович 62' Жемалетдінов 79' | Протокол |         |

| Стадіон ФК «ВіОн», Златі Моравці Глядачів: 640 Арбітр: Івайло Стоянов |

| 5 травня 2013 17:30 CEST |

| Хорватія | 0:0      | Італія |
| -------- | -------- | ------ |
|          | Протокол |        |

| Штадіон под Зобором, Нітра Глядачів: 2 367 Арбітр: Ніл Дойл |

| 8 травня 2013 14:00 CEST |

| Росія | 0:0      | Хорватія |
| ----- | -------- | -------- |
|       | Протокол |          |

| Стадіон ФК «ВіОн», Златі Моравці Глядачів: 1 860 Арбітр: Неріюс Дунаускас |

| 8 травня 2013 18:00 CEST |

| Україна         | 1:2      | Італія                      |
| --------------- | -------- | --------------------------- |
| Вачіберадзе 61' | Протокол | Паріджині 75' Пульєзе 80+3' |

| Штадіон под Зобором, Нітра Глядачів: 2 110 Арбітр: Славко Винчич |

| 11 травня 2013 19:30 CEST |

| Україна      | 1:2      | Хорватія                       |
| ------------ | -------- | ------------------------------ |
| Циганков 17' | Протокол | Халілович 40' (пен.) Мурич 72' |

| Стадіон ФК «ВіОн», Златі Моравці Глядачів: 1 340 Арбітр: Анастасіос Сідіропулос |

| 11 травня 2013 19:30 CEST |

| Італія         | 1:1      | Росія       |
| -------------- | -------- | ----------- |
| Капрадоссі 43' | Протокол | Гасилін 12' |

| Штадіон под Зобором, Нітра Глядачів: 1 560 Арбітр: Сердар Гезюбююк |

## Плей-оф

### Півфінали
| 14 травня 2013 16:00 |

| Словаччина | 0:2      | Італія                    |
| ---------- | -------- | ------------------------- |
|            | Протокол | Пульєзе 3' Капрадоссі 64' |

| Штадіон под Дубньом, Жиліна Глядачів: 6 985 Арбітр: Неріюс Дунаускас |

| 14 травня 2013 20:30 |

| Росія | 0:0      | Швеція |
| --- | -------- | --- |
| | Протокол | |
| | Пенальті | |
| Рудковський · Жемалетдінов · Ходжаніязов · Шейдаєв · Гасилін · Паршиков · С.Макаров · Лихачов · Баринов · Мітрюшкін · Шейдаєв | 10:9     | Ссеванкамбо · Валквіст · Липовач · Беріша · Галваджич · Бергман · Сонко Сундберг · Сульїч · С.Рамгорн · Молін · Ссеванкамбо |

| Штадіон под Дубньом, Жиліна Глядачів: 969 Арбітр: Славко Винчич |

### Фінал
| 17 травня 2013 18:00 |

| Італія                                                                      | 0:0      | Росія                                                                        |
| --------------------------------------------------------------------------- | -------- | ---------------------------------------------------------------------------- |
|                                                                             | Протокол |                                                                              |
|                                                                             | Пенальті |                                                                              |
| Ді Мольфетта · Черрі · Ск'якка · Капрадоссі · Дімарко · Паріджині · Палацці | 4:5      | Шейдаєв · Ходжаніязов · Паршиков · Буранов · Гасилін · А.Макаров · С.Макаров |

| Штадіон под Дубньом, Жиліна Глядачів: 3 412 Арбітр: Анастасіос Сідіропулос |